# Liste de spéléologues espagnols
L'histoire et le développement de la spéléologie ont été marqués par les activités de personnages particulièrement actifs ou médiatiques.
Voici une liste non exhaustive de certains de ces hommes et femmes, de nationalité espagnole
- Haut – A
- B
- C
- D
- E
- F
- G
- H
- I
- J
- K
- L
- M
- N
- O
- P
- Q
- R
- S
- T
- U
- V
- W
- X
- Y
- Z

## A
- Miguel Alcobendas (es) (°1939 - ),

## C
- Jesús Carballo García (es) (°1874 - †1961),
- texte=Juan Ignacio Cuesta (°? - †?),

## E
- Paco Etxeberria (es) (°1957 - ),

## F
- Norberto Font y Sagué (es) (°1874 - †1910),

## T
- José Torrubia (es) (°1698 - †1761),

## V
- Francesc Vicens (es) (°1927 - ),

### Sources
- (es) Cet article est partiellement ou en totalité issu de l’article de Wikipédia en espagnol intitulé « Categoría:Espeleólogos españoles » (voir la liste des auteurs).